# Jennifer Suhr
Jennifer Suhr z domu Stuczynski (ur. 5 lutego 1982 w Fredonii) – amerykańska lekkoatletka, polskiego pochodzenia, tyczkarka, mistrzyni olimpijska z IO w Londynie, wicemistrzyni świata z Moskwy.
Karierę sportową rozpoczęła od koszykówki.
6 lipca 2008 Jennifer Stuczynski wynikiem 4,92 m wygrała konkurs skoku o tyczce i ustanowiła swój czwarty rekord USA w ostatnim dniu lekkoatletycznych mistrzostw Stanów Zjednoczonych w Eugene.
3 stycznia 2010 wyszła za mąż za swojego trenera – Ricka Suhra.

## Sukcesy
| Rok  | Zawody                    | Miasto    | Miejsce | Rezultat |
| ---- | ------------------------- | --------- | ------- | -------- |
| 2006 | Światowy Finał IAAF       | Stuttgart | 3.      | 4,60 m   |
| 2008 | Halowe mistrzostwa świata | Walencja  | 2.      | 4,75 m   |
| 2008 | Igrzyska olimpijskie      | Pekin     | 2.      | 4,80 m   |
| 2012 | Igrzyska olimpijskie      | Londyn    | 1.      | 4,75 m   |
| 2013 | Mistrzostwa świata        | Moskwa    | 2.      | 4,82 m   |
| 2015 | Igrzyska panamerykańskie  | Toronto   | 3.      | 4,60 m   |
| 2016 | Halowe mistrzostwa świata | Portland  | 1.      | 4,90 m   |
| 2019 | Mistrzostwa świata        | Doha      | 7.      | 4,70 m   |

## Rekordy życiowe
- Skok o tyczce (stadion) – 4,93 m (2018) 5. wynik w historii światowej lekkoatletyki
- Skok o tyczce (hala) – 5,03 m (2016) halowy rekord świata